# シルム
シルム（씨름）は、朝鮮半島の格闘技。二人の壮士（장사 チャンサ:シルムにおける競技者の呼び名。各階級や大会の優勝者が「○○壮士」となる）が、土俵がなく、互いに組み合った状態から様々な技を出し合って勝敗を競うグラップリング競技である。
日本では大相撲に例えられ、朝鮮相撲、韓国相撲とも呼ばれることがあるが、韓国におけるシルム人気は日本における大相撲のそれに遠く及ばない。プロリーグも存在するものの、実態は企業チームであり、2004年にはそのうちの1チームが撤退し、リーグの存続が危ぶまれている。2008には大韓シルム協会主導の元、世界シルム連盟が発足。2018年にユネスコの世界無形文化遺産に登録された。

## 歴史

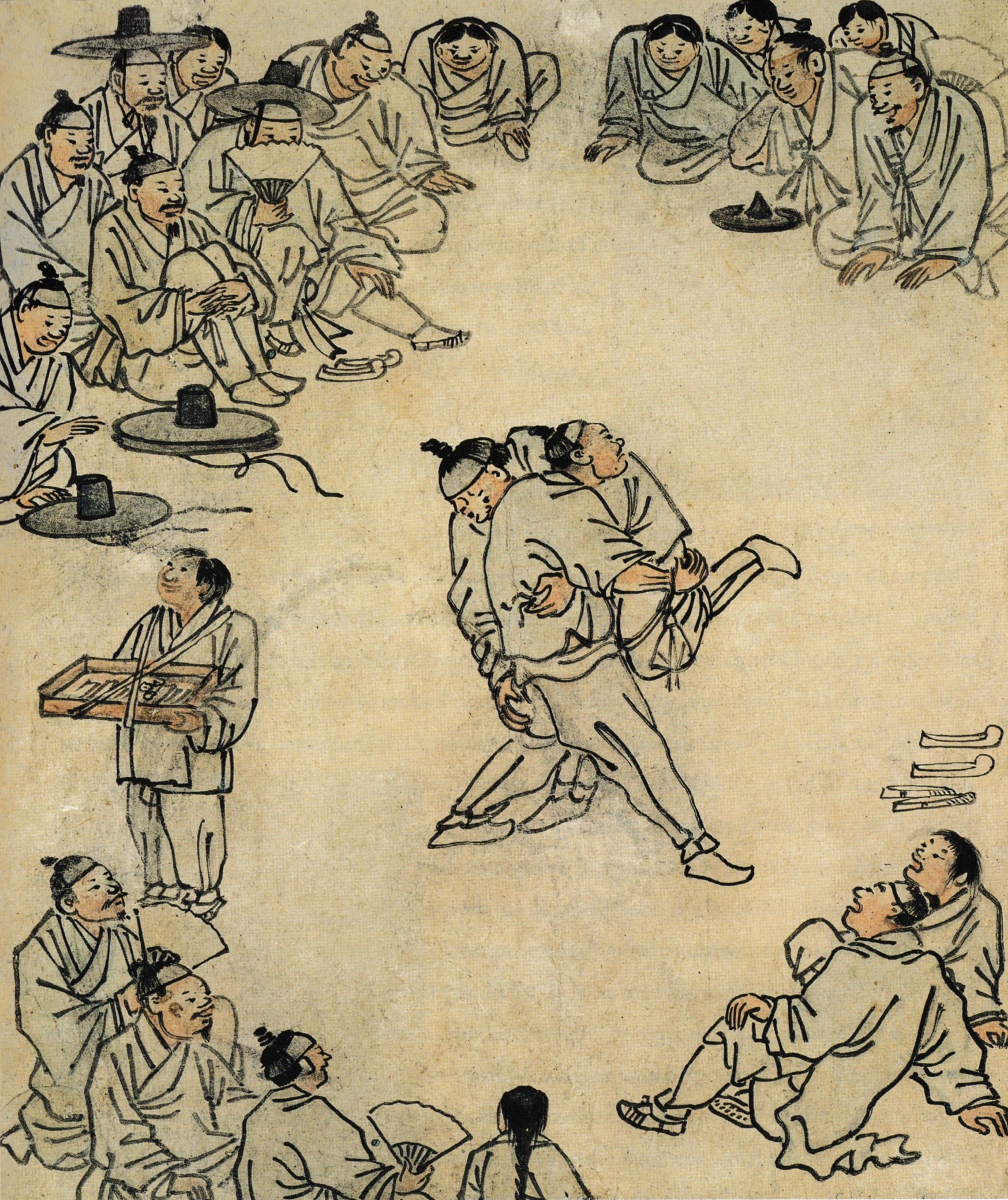
金弘道『檀園風俗図帖』（1780年頃）

シルムは朝鮮固有語で歴史書に登場する漢字語は「角力」であり、長い間に様々な名称で呼ばれた。中国では「高麗技」「争交」と、その以外は主に「角力」「角抵」「角戯」「相撲」と呼ばれたが15世紀以後には「シルフム」から「シルホム」へ、最後には「シルム」となった。
朝鮮語の「お互いに頑張りながら競う」という意味の動詞「シルダ」から語源を探る見解もある。
4世紀に築造された高句麗の古墳の角抵塚と5世紀の長川1号墳にはシルムを描いた壁画が残っている。また『高麗史』によると、忠粛王は国政に参与せず、毎日付き添い人や宦官・下男とシルムをしていた。また忠恵王の時、王女が延慶宮へ居を移したことを祝いながら宦官たちとシルムをしたり観覧したという。また
『朝鮮王朝実録』には1419年に太宗・世宗 父子が楮子島でシルムを観覧した。1430年にはシルム競技で相手を殺した者の罪を許したこと、
1436年には世宗が鷹狩りを観覧して兵士のシルム競技を観覧し、優勝者が王から賞を与えられたことの記録も見える。世宗はシルムを奨励し、武芸の種目に含めた。
明宗の時にもシルム競技で相手を刺し殺した事件が発生、法で禁止された事件もある。
李朝後期の風俗画にもシルムをする人たちや見物人に取り巻かれる姿を描いた絵も残っている。
柳得恭の『京都雜志』や洪錫謨の『東国歳時記』と『松京誌』、そして金弘道の『シルム』と劉淑の『大快図』(ソウル大学校博物館所蔵）金俊根の『シルム』が残っている。
作品からシルムが当時の民衆に愛されたということがわかる。
現代のような形でシルム競技が行われたのは日本統治時期の1912年である。
1983年の「民俗プロ・シルム」開幕以降はプロ競技も行われており、韓国国内各地で大会が行われ、テレビ放映もされ人気を博した。しかし、1997年のアジア通貨危機によるチームの解散や韓国放送公社が中継をしなくなったこと。また、異種格闘技戦に人気が移ったことなどからの原因によって、シルムの人気は低下していった。
現在は日本の大相撲ほどの国民的な関心事ではなく、韓国放送公社が2017年に中継した4日間のシルム大会視聴率は1.6％、3.1％、4.4％、4.5％であった。このためシルムをユネスコ世界遺産に登録し、再びプロ化を促進するための動きがある。2018年11月26日、ユネスコの無形文化遺産となったことが韓国政府によって公表された。韓国・北朝鮮の無形文化遺産共同登録は初めてのことである。
近年は外国人にも門戸を開く形でシルムの国際化を推し進め、モンゴル相撲の選手たちが韓国でシルムの大会に参加することもある。また、シルムと類似している世界各国のレスリングやスポーツなどの団体との国際交流大会や国際親善大会を行っている。

## ルール

### 現代競技
韓国では上半身裸に半ズボン及び専用パンツ、北朝鮮では上半身Tシャツに半ズボンを着用し、腰と右大腿部に「サッパ」 と呼ばれる紐を巻きつける。
試合は等級（重量別）ごとに分けられ、それぞれ優勝者が決められる。
競技場は、直径8mの円形の砂場であり、その中で試合を行う。
競技時間は5分間、3本勝負。
お互いに相手のサッパを持ち、肩と背が真っ直ぐな状態で組み合い、双方に不利が無いとされる状況から始まる。競技場の外へ出しても勝ちにはならないので、押し出しや寄り切り、突っ張り等は無い。相手の膝から上を地につけることで勝利とし、審判は、判定にホイッスルを使用する。
予選を通過し、その中を勝ち残った選手によって行われる決勝戦は5本勝負で行われる。
優勝者には金色の雄牛を象ったトロフィーを授与され、担ぎ手に支えられた台座に乗った状態で競技場を一周する。昔は天下壮士になった人に牛一頭を賞品として贈る風習があり、雄牛のトロフィーはその名残りである。
試合終了後は各チームの選手達がそれぞれ土俵外縁に並び、観客席に向かって礼をする。

#### プロチーム（韓国）
- 1982年にプロのシルムが始まる。
- 1チーム9人で構成される。

##### 階級（韓国プロリーグ）
2025年現在、6つの階級が存在する。天下壮士を除く各階級の名称は、韓国に存在する山の名前に由来する。
- 天下壮士（チョンハジャンサ）級（無差別級）
- 白頭（ペクドゥ、白頭山から）級（105.1kg以上～140.0kg以下）
- 漢拏（ハンラ、漢拏山から）級（90.1kg以上～105.0kg以下）
- 金剛（クムガン、金剛山から）級（90.0kg以下）
- 太白（テベク、太白山から）級（80.0kg以下）
- 小白（ソベク、小白山から）級（72.0kg以下）

##### 有名な選手
- 崔洪万（チェ・ホンマン） - 第41代目天下壮士。「テクノ・ゴリアテ」の異名を持つ。所属チーム解散により、2005年にK-1転向した。
- 金成澤（キム・ソンテク）（春日王） - 1998年、仁荷大学校在学中に大統領旗統一壮士大会無差別級で優勝。その後、引退して大相撲入り。大相撲では八百長問題で引退。
- 姜鎬童（ガン・ホドン） - 第18,19,20代目天下壮士。現在は韓国を代表するコメディアン兼MC。NEW XmanなどにMCとして出演している。
- 李萬基（イ・マンギ）- 第1,2,4,6,7,9,11,14,15,16代目天下壮士。驚異の10回優勝を果たし、「砂場の皇帝」と呼ばれた。現在は仁済大学校の教授を務める。
- 李太鉉（イ・テヒョン）- 第32,38,40代目天下壮士。「砂場の皇太子」と呼ばれた。シルム引退後はPRIDEなどに参戦し、現在は母校である龍仁大学校の教授を務める。
- 金永賢（キム・ヨンヒョン）- 第36,37,42代目天下壮士。「元祖ゴリアテ」の異名を持つ。K-1にも参戦し、217cmの巨体を活かしたファイトスタイルを得意とした。
- 金慶拓（キム・ギョンソク）- K-1に参戦した経歴を持つ。

## 投げ技
投げ技の例
- 手技
  - アプムルプチギ
  - トィムルプチギ
  - ヨプムルプチギ
  - コックトィジプキ
  - オグンタンギ
  - トゥンチェギ
- 足技
  - ホミコリ
  - ピッチャンコリ
- 腰技
  - ペジギ
  - トゥルペチギ
  - ウェンティジプキ：左水車落とし
  - チェンミョンティジプキ
- 連続技
  - パッタリフリギ、アンタリコルギ
  - ペジギ、ティジプキ